# 고구려 부흥운동
고구려 부흥운동(高句麗復興運動)은 고구려의 왕족인 안승, 검모잠, 보장왕 등이 668년 나당연합군에 의해 고구려가 멸망한 뒤 고구려의 유민을 모아 해서 지방, 호남 지방, 요동반도 등에서 부흥운동을 일으킨 것을 말한다.

## 해서지방의 부흥운동
당시 당나라는 고구려의 옛 땅에 9도독부 42주 100현을 설치하고, 고구려 민호 28,300여 호(戶)를 당으로 강제 이주시키는 등 고구려 유민의 세력을 약화시키려 하였다. 그러나 고구려 유민들은 신라의 지원에 의존하여 안시성, 요동성, 신성 등을 중심으로 계속 저항하였으며, 그 가운데 대표적인 것은 검모잠(劍牟岑)과 안승(安勝)의 부흥운동이었다.
670년 4월, 검모잠은 궁모성(窮牟城)을 근거지로 군사를 일으키고 왕족인 안승을 고구려왕으로 추대하였으며, 신라로부터 군사적 지원을 받게 된다. 그러나 내분으로 인해 검모잠과 안승이 싸우게 되고, 670년 안승이 검모잠을 살해하면서 검모잠의 부흥운동은 끝나게 되었다. 마지막으로 671년, 당나라 장수 고간이 요동지역에 남아 있던 검모잠의 잔당을 토벌하면서 요동에서의 부흥운동도 실패로 돌아가게 된다. 다만 고구려 부흥군의 저항 자체는 꾸준히 이어지다가 673년 호로하 전투와 우잠성 전투를 마지막으로 끝나게 된다.

## 호남지방의 부흥운동
신라 문무왕은 안승과 고구려 유민들을 금마저(전라북도 익산)으로 옮겨 살게하고 안승을 보덕왕(報德王)에 봉했다. 보덕국은 신라의 번속국(藩屬國)이었지만 고구려의 관직 체계를 사용했고, 일본과 외교할 때 고려(高麗) 국호를 내세웠다. 그러나 683년 신라 신문왕이 안승을 수도 경주로 불러 소판(蘇判) 관등과 김씨성을 부여하고 집과 토지를 주며 수도에 거주하게 하자 이에 불만을 품은 보덕국의 장수 대문이 금마저에서 난을 일으켰지만 신라에게 진압되어 멸망하였다.

## 요동반도의 부흥운동
한편 고구려가 패망하고 당나라로 압송된 보장왕도 고구려 부흥운동을 벌였다. 당 고종은 보장왕에게 책임을 면제하여 677년, 요동도독조선군왕(遼東都督朝鮮郡王)으로 임명하였다. 그러나 말갈족을 규합하여 군사를 일으키려다가 발각되어 681년에 당나라 양주에 유배되었다. 보장왕은 1년 후에 그곳에서 사망하였다.
이후에도 고구려 유민들이 당의 통치에 반항하자 당은 고구려 유민을 본토로 이주시켰는데, 그 가운데 동만주 지역으로 탈출한 영주(榮州) 일대의 유민들이 말갈족과 함께 발해를 건국하였다.

## 같이 보기
- 문무왕
- 안승
- 고보원
- 검모잠
- 신라의 삼국통일